# Kerron Clement
Kerron Clement (Port of Spain, Trinidad en Tobago, 31 oktober 1985) is een Amerikaanse sprinter en hordeloper, die het wereldindoorrecord in handen heeft op de 400 m. Hij nam driemaal deel aan de Olympische Spelen en hield daar twee gouden en een zilveren medaille aan over.

## Biografie

### Eerste successen als junior
Clement werd geboren in Trinidad en Tobago en verhuisde in 1998 met zijn ouders naar Amerika, waar hij een succesvol highschool-atleet werd. Op de Amerikaanse jeugdkampioenschappen won hij zowel de 110 m horden als de 400 m horden.
Clement kreeg in juni 2004 de Amerikaanse nationaliteit. Een maand later won hij een gouden medaille op de 400 m van de wereldkampioenschappen voor junioren. Hij liep op deze kampioenschappen in Grosseto een recordtijd van 48,51 s. Clement maakte ook deel uit van het Amerikaanse 4 x 400 m estafetteteam, dat goud won en een wereldjeugdrecord liep van 3.01,09. Op het NCAA-kampioenschap dat jaar won hij de 400 m horden.

### Wereldindoorrecord
Op 12 maart 2005 vertegenwoordigde Kerron Clement de Universiteit van Florida op het NCAA-indoorkampioenschap in Fayetteville. Hij liep hier een nieuw wereldindoorrecord op de 400 m met een tijd van 44,57. Zijn split op de 200 m was 21,08. Hij verbeterde hiermee het tien jaar oude record van Michael Johnson van 44,63. Hierna deed hij mee op de 4 x 400 meter estafette en liep 3.03,51.
Clements persoonlijk record op de 400 m horden van 47,24 gold in 2005 als beste jaarprestatie. Hiermee won hij het Amerikaans kampioenschap in Californië. Dit was tevens de snelste tijd van de eraan vooraf gaande zeven jaar op deze afstand. Die zomer kwam zijn optreden als vertegenwoordiger van de Universiteit van Florida ten einde en besloot hij om professioneel atleet te worden. Die stap en de veranderingen die hiermee gepaard gingen waren er waarschijnlijk de oorzaak van, dat Clement op de wereldkampioenschappen in Helsinki niet meer in topvorm was. Met een vierde plaats greep hij er op de 400 m horden net naast de medailles en ging de titel naar zijn landgenoot Bershawn Jackson. Een jaar later, bij de wedstrijd om de wereldbeker, had hij zijn oude vorm echter weer te pakken en won hij de 400 m horden in 48,12, voor de Zuid-Afrikaan L.J. van Zyl (tweede in 48,35) en de Pool Marek Plawgo (derde in 48,76).

### Wereldkampioen
In 2007 bevestigde Clement zijn goede vorm met het winnen van de gouden medaille op de 400 m horden tijdens de WK in Osaka. Zijn tijd van 47,61 was de beste jaarprestatie. In het daaropvolgende jaar eindigde hij bij de Olympische Spelen van Peking als tweede op de 400 m horden in een tijd van 47,98. Hij eindigde achter Angelo Taylor (47,25) en voor Bershawn Jackson (48,06), waardoor de drie gezamenlijk een volledig Amerikaans podium vormden. Hij nam ook deel als estafetteloper op de 4 x 400 m en hielp het Amerikaanse team door de series heen.
Clement slaagde er vervolgens in om tijdens de WK van 2009 in Berlijn zijn titel op de 400 m horden te verdedigen. Hij deed dit in een tijd van 47,91, wat net als twee jaar ervoor een beste wereldprestatie was. Ook maakte hij deel uit van het 4 x 400 meter estafetteteam dat overwon in 2.57,86. In 2011 presteerde Clement tijdens de WK van Daegu vanwege liesproblemen onder zijn niveau: hij eindigde als laatste in de halve finale.

### OS 2012 en WK 2013
In 2012 nam Kerron Clement voor de tweede keer mee aan de Olympische Spelen, ditmaal in Londen. Hij bereikte hier de finale van de 400 m horden, maar eindigde daarin als laatste in een tijd van 49,15. Hetzelfde geldt voor de WK van Moskou in 2013, waar hij 49,08 liep.

### OS 2016
Op de Olympische Spelen van 2016 in Rio de Janeiro won hij een gouden medaille op de 400 m horden. Met een tijd van 47,73 bleef hij de Keniaan Boniface Mucheru Tumuti (zilver; 47,78) en Turk Yasmani Copello (brons; 47,92) voor.

## Titels
- Olympisch kampioen 400 m horden - 2016
- Wereldkampioen 400 m horden - 2007, 2009
- Wereldkampioen 4 x 400 m - 2009
- Wereldkampioen junioren 400 m horden - 2004
- Amerikaans kampioen 400 m horden - 2005, 2006
- NCAA-kampioen 400 m horden - 2004, 2005
- NCAA-indoorkampioen 400 m - 2005

## Persoonlijke records
Outdoor
| Onderdeel    | Prestatie | Datum            | Plaats       |
| ------------ | --------- | ---------------- | ------------ |
| 100 m        | 10,23 s   | 14 april 2007    | Coral Gables |
| 200 m        | 20,49 s   | 14 april 2007    | Coral Gables |
| 400 m        | 44,48 s   | 7 augustus 2007  | Stockholm    |
| 110 m horden | 13,77 s   | 28 augustus 2002 | Omaha        |
| 400 m horden | 47,24 s   | 26 juni 2005     | Carson       |

Indoor
| Onderdeel   | Prestatie           | Datum            | Plaats       |
| ----------- | ------------------- | ---------------- | ------------ |
| 200 m       | 20,40 s             | 27 februari 2005 | Fayetteville |
| 300 m       | 31,94 s             | 10 februari 2006 | Fayetteville |
| 400 m       | 44,57 s (ex-WR; NR) | 12 maart 2005    | Fayetteville |
| 55 m horden | 7,28 s              | 15 januari 2005  | Gainesville  |
| 60 m horden | 7,80 s              | 28 februari 2004 | Lexington    |

## Palmares

### 400 m horden
Kampioenschappen
- 2004:  WJK - 48,51 s
- 2005:  Amerikaanse kamp. - 47,24 s
- 2005: 4e WK - 48,18 s
- 2006:  Amerikaanse kamp. - 47,39 s
- 2006:  Wereldbeker - 48,12 s
- 2007:  WK - 47,61 s
- 2007:  Wereldatletiekfinale - 48,35 s
- 2008:  OS - 47,98 s
- 2008:  Wereldatletiekfinale - 48,96 s
- 2009:  WK - 47,91 s
- 2011: 24e in ½ fin. WK - 52,11 s
- 2012: 8e OS - 49,15 s
- 2013:  Amerikaanse kamp. - 48,06 s
- 2013: 8e WK - 49,08 s
- 2015: 4e WK - 48,18 s
- 2016:  OS - 47,73 s
- 2017:  WK - 48,52 s

Golden League-podiumplekken
- 2006:  Meeting Gaz de France – 48,57 s
- 2007:  Golden Gala – 48,26 s
- 2008:  Golden Gala – 48,23 s
- 2008:  Meeting Gaz de France – 48,33 s
- 2008:  Weltklasse Zürich – 48,20 s
- 2008:  ISTAF – 48,29 s
- 2008:  Memorial Van Damme – 48,29 s
- 2009:  Golden Gala – 48,09 s

Diamond League-podiumplekken
- 2010:  Qatar Athletic Super Grand Prix – 48,82 s
- 2010:  Bislett Games – 48,12 s
- 2010:  Adidas Grand Prix – 47,86 s

### 4 x 400 m estafette
- 2008:  OS - 2.55,39 (alleen in serie opgesteld)
- 2009:  WK - 2.57,86

1900: John Tewksbury ·
1904: Harry Hillman ·
1908: Charles Bacon ·
1920: Frank Loomis ·
1924: Morgan Taylor ·
1928: David Burghley ·
1932: Bob Tisdall ·
1936: Glenn Hardin ·
1948: Roy Cochran ·
1952: Charles Moore ·
1956: Glenn Davis ·
1960: Glenn Davis ·
1964: Rex Cawley ·
1968: David Hemery ·
1972: John Akii-Bua ·
1976: Edwin Moses ·
1980: Volker Beck ·
1984: Edwin Moses ·
1988: André Phillips ·
1992: Kevin Young ·
1996: Derrick Adkins ·
2000: Angelo Taylor ·
2004: Félix Sánchez ·
2008: Angelo Taylor ·
2012: Félix Sánchez ·
2016: Kerron Clement ·
2020: Karsten Warholm ·
2024: Rai Benjamin
1983 Edwin Moses ·
1987 Edwin Moses ·
1991 Samuel Matete ·
1993 Kevin Young ·
1995 Derrick Adkins ·
1997 Stéphane Diagana ·
1999 Fabrizio Mori ·
2001 Félix Sánchez ·
2003 Félix Sánchez ·
2005 Bershawn Jackson ·
2007 Kerron Clement ·
2009 Kerron Clement ·
2011 David Greene ·
2013 Jehue Gordon ·
2015 Nicholas Bett ·
2017 Karsten Warholm ·
2019 Karsten Warholm ·
2022 Alison dos Santos ·
2023 Karsten Warholm
1983: Lovasjov, Troshchilo, Tsjernetski, Markin ·
1987: Everett, Haley, McKay, Reynolds ·
1991: Black, Redmond, Regis, Akabusi ·
1993: Valmon, Watts, Reynolds, Johnson ·
1995: Ramsey, Mills, Reynolds, Johnson ·
1997: Thomas, Black, Baulch, Richardson, Hylton ·
1999: Czubak, Maćkowiak, Bocian, Haczek ·
2001: Moncur, Brown, McIntosh, Munnings ·
2003: Djhone, Keïta, Diagana, Raquil ·
2005: Rock, Brew, Williamson, Wariner ·
2007: Merritt, Taylor, Williamson, Wariner ·
2009: Taylor, Wariner, Clement, Merritt ·
2011: Nixon, Jackson, Taylor, Merritt ·
2013: Verburg, McQuay, Hall, Merritt ·
2015: Verburg, McQuay, Nellum, Merritt ·
2017: Solomon, Richards, Cedenio, Gordon ·
2019: Kerley, Cherry, London, Benjamin ·
2022: Godwin, Norman, Deadmon, Allison ·
2023: Hall, Norwood, Robinson, Benjamin